# Rubidi amide
Rubidi amide là một hợp chất vô cơ của rubidi và nhóm amide với công thức hóa học RbNH2.

## Điều chế
Rubidi amide được điều chế bằng cách cho rubidi kim loại nung nóng trong dòng khí amonia.
{\displaystyle \mathrm {2\ Rb+2\ NH_{3}\longrightarrow \ 2\ RbNH_{2}+\ H_{2}\uparrow } }
Nó cũng được hình thành do phản ứng của rubidi hydride với amonia lỏng, giải phóng hydro. Ở nhiệt độ phòng, phản ứng với khí amonia xảy ra rất chậm.
{\displaystyle \mathrm {RbH+NH_{3}\longrightarrow RbNH_{2}+H_{2}\uparrow } }
Khi rubidi hydride được nung nóng trong dòng nitơ, rubidi amide cũng được tạo thành, nhưng sẽ tạo ra sản phẩm phụ rubidi nitride.

## Tính chất

### Tính chất vật lý
Rubidi amide kết tinh trong hệ tinh thể lập phương, nhóm không gian Fm3̅m với thông số mạng tinh thể a = 639,5 pm.

### Tính chất hóa học
Rubidi amide phản ứng với nước tạo thành amonia và rubidi hydroxide.
{\displaystyle \mathrm {RbNH_{2}+H_{2}O\longrightarrow \ RbOH+\ NH_{3}\uparrow } }
Phản ứng với ethanol sẽ tạo ra rubidi ethoxide và amonia.
{\displaystyle \mathrm {RbNH_{2}+C_{2}H_{5}OH\longrightarrow \ C_{2}H_{5}ORb+\ NH_{3}\uparrow } }

## Phức hợp
Nếu phản ứng giữa rubidi hydride với amonia lỏng được thực hiện ở nhiệt độ -78 ℃, phức RbNH2·⅔NH3 sẽ được tạo thành, dưới dạng tinh thể không màu.